# Archaeus
Archaeus es un género extinto de peces carángidos prehistóricos del orden Perciformes. Este género marino fue descrito científicamente por Agassiz en 1843.

## Especies
Clasificación del género Archaeus:
- † Archaeus Agassiz 1843
  - † Archaeus glarisianus Agassiz 1834
  - † Archaeus oblongus Danil'chenko 1968